# Rutka (rzeka)
Rutka (ros. Рутка, mar. Рӹде) – rzeka w europejskiej części Rosji, w obwodzie niżnonowogrodzkim i Mari El, lewy dopływ Wołgi. Ma 153 km długości.
Rutka swoje źródło bierze w północno-wschodniej części obwodu niżnonowogrodzkiego, niedaleko granicy z obwodem kirowskim i Mari El. Z tego miejsca płynie w kierunku południowym i południowo-zachodnim.
Niedaleko miejscowości Staraja Rudka mija granicę z Mari El. Rzeka płynie tu w kierunku południowym i mija zalesione, słabo zaludnione tereny północnej części Mari El. Rutka kończy swój bieg w Zbiorniku Czeboksarskim na Wołdze.
Rutka jest zamarznieta średnio od przełomu listopada i grudnia do kwietnia. Popularna wśród żeglarzy i turystów.